# Lone Oak
Lone Oak város az USA Texas államában, Hunt megyében. Lakosainak száma 643 fő (2020. április 1.).

## Népesség
A település népességének változása:
| Lakosok száma | 521  | 598  | 643  |
|               | 2000 | 2010 | 2020 |